# Cola Debrot
Nicolaas Debrot, detto Cola (Bonaire, 1902 – Amsterdam, 1981), è stato uno scrittore e poeta olandese.

## Biografia
Dopo le sommosse di Curaçao del 1969, fece ritorno nei Paesi Bassi dalle Antille Olandesi. Qui intensificò la sua attività letteraria: sensibile verso il tema della disuguaglianza razziale tra bianchi e neri (particolarmente presente nelle Antille), scrisse alcune novelle che mettevano in risalto le problematiche sociali legate a ciò. Per quanto riguarda l'attività poetica, Debrot scrisse le raccolte Bekentenis in Toledo (1944) e Navrante zomer (1945). Il suo romanzo Bewolkt bestaan, del 1948, solleva problematiche di concetto legate alla religione e al suo rapporto con la razionalità umana.